# دار همد (اكوت الوسطى)
دار همد هو دُوَّار يقع بجماعة آيت حمو، إقليم الرحامنة، جهة مراكش آسفي في المملكة المغربية. ينتمي الدوّار لمشيخة اكوت الوسطى التي تضم 14 دوار. يقدر عدد سكانه بـ 261 نسمة حسب الإحصاء الرسمي للسكان والسكنى لسنة 2004.

## روابط خارجية
- البوابة الوطنية للجماعات الترابية نسخة محفوظة 12 مارس 2018 على موقع واي باك مشين.
- المندوبية السامية للتخطيط